# Steven Sweet
Steven Sweet ("Steven Chamberlin", 29 de octubre de 1965 en Ohio, Estados Unidos) es un baterista de hard rock, famoso por ser uno de los miembros fundadores de la banda estadounidense Warrant. Sweet estuvo en la banda Plain Jane, junto al vocalista Jani Lane, antes de hacer parte de la mencionada Warrant.